# Valdivia haraldi
Valdivia haraldi är en kräftdjursart som beskrevs av Bott 1969. Valdivia haraldi ingår i släktet Valdivia och familjen Trichodactylidae. Inga underarter finns listade i Catalogue of Life.